# Крастошевський Кирило Едуардович
Кири́ло Едуа́рдович Крастоше́вський (рос. Кирилл Эдуардович Крастошевский) (нар. 29 листопада 1960, Москва) — радянський та російський поет, драматург, режисер, сценарист, композитор. Автор пісень для виконавців російської естради, режисер-постановник концертних програм.
Голова Асоціації професійних виконавців Росії у 1995 році. Голова об'єднання російських поетів у 1997 році. Художній керівник музичної компанії «Рус-Рекордз» до 2005 року. 

## Біографія
Син фотографа Едуарда Крастошевського, який зробив багато світлин із Мариною Владі та Володимиром Висоцьким.
Закінчив школу № 232 (з гуманітарним ухилом). У 1981 році закінчив ДІТМ імені Луначарського за спеціальністю «актор театру і кіно», навчався в майстерні К. С. Михайлова (Театр Моссовєта).
З 1981 по 1993 рік — актор Московського театру «Современник». Грав майже в усьому репертуарі театру. Був автором ювілейних вечорів, бенефісів і капусників театру. Режисер і автор музичної вистави «Втеча» (рос. «Побег»), другий режисер кількох театральних постановок.
У 1990 році вступив на вечірнє відділення Літературного інституту імені О. М. Горького, на поетичне відділення.
З 1993 року працював із композитором Максимом Дунаєвським — автор і постановник трьох мюзиклів (постановки у країнах СНД і в Аргентині).
Автор пісень для Алли Пугачової, Михайла Шуфутинського, Анжеліки Варум, гуртів «Стрілки» (рос. Стрелки), «Технологія» тощо (загалом понад 1000 пісень):
«Містечко» (рос. Городок), «Зимова вишня» (рос. Зимняя вишня),
«Сильна жінка плаче біля вікна» (рос. Сильная женщина плачет у окна),
«Художник, що малює дощ» (рос. Художник, что рисует дождь) та інші.
Пісня на його слова «Містечко» (музика — Юрій Варум, виконавиця — Анжеліка Варум) постійно звучала в кінці однойменної гумористичної телепрограми.
Був режисером-постановником концертних програм у ГСК «Росія» та в концертному залі «Ізмайлово».
З 1995 року працював у театрі Алли Пугачової: автор пісень, матеріалів для журналу «Алла», а також фільму «№ 96 годин» (автор сценарію, фільм знімався на студії Р. Бикова, але не був завершений).
Автор сценаріїв двох випусків «Різдвяних зустрічей» (режисер — А. Файфман).
Багато років працював на Першому каналі, а також на НТВ і ТНТ.
У 2015 році переїхав із Москви на постійне місце проживання до Нового Світу і селища Лісне під Судаком (Республіка Крим).

## Театральні роботи
- «Театр Пушкіна» (Дельвіг) — студентська постановка в ДІТМ ім. Луначарського.
- «Втеча» — режисер і автор («Современник»).
- Грав у виставах театру «Современник» з 1981 по 1994.
- Автор та постановник концертних програм А. Варум.
- Автор та постановник концертних програм у Кремлі.

## Поет, письменник, сценарист, композитор
Загалом ним написано понад 1000 пісень для різних естрадних виконавців. Кілька років співпрацював із композитором і виконавцем Аркадієм Укупником.
Написав кілька пісень для російських художніх фільмів, зокрема — текст пісні «Чорна блискавка» (рос. Чёрная молния) (музика Аркадія Укупника) для однойменного блокбастера Тімура Бекмамбетова.
Автор книжок «Театр без акторів» (рос. Театр без актёров) та «Ах, як хочеться повернутись у Містечко…» (рос. Ах, как хочется вернуться в городок…) (2006).
Автор музики до фільму «Продавець іграшок» (рос. Продавец игрушек) (2012).
Автор сценаріїв для фільмів телеканалу Росія-1: «Особливості національної маршрутки» (рос. Особенности национальной маршрутки) (2013), «Поворот навпаки» (рос. Поворот наоборот) (2013), «Таємниця кумира» (рос. Тайна кумира) (про Мусліма Магомаєва) (2013).

## Пісні

### Анжеліка Варум
- «Городок» (Ю. Варум)
- «Дождливое такси» (Ю. Варум)
- «Зимняя вишня» (Ю. Варум)
- «Колыбельная» (Ю. Варум)
- «Москва-река» (Ю. Варум)
- «Художник, что рисует дождь» (Ю. Варум)
- «Это всё для тебя»[3] (Ю. Варум)

### Світлана Лазарєва
- «Акварель» (Ю. Варум)

### Влад Сташевський
- «Любовь здесь больше не живёт» (А. Укупник)

### Аркадій Укупник
- «Баллада о Штирлице» (А. Укупник)
- «Петруха» (А. Укупник)
- «Поплавок» (А. Укупник)

## Нагороди
- Номінант премії «Овация» — найкращий поет року
- Лауреат Премії «Звезда»
- 13-кратний лауреат фестивалю «Песня года»